# Eddie Redmayne
Edward John David "Eddie" Redmayne, OBE (Londres, 6 de janeiro de 1982) é um ator e modelo britânico. Ele é mais conhecido pelos filmes Sete Dias com Marilyn, Les Misérables, Fantastic Beasts e A Teoria de Tudo, pelo qual ganhou o BAFTA, Globo de Ouro, SAG Award e o Oscar de Melhor Ator.
Em 2015, interpretou a transgênero Lili Elbe em The Danish Girl, uma das primeiras a submeter-se a uma cirurgia genital. No mesmo ano, foi oficialmente anunciado como o protagonista da franquia Fantastic Beasts, que faz parte do universo de Harry Potter. Ao todo serão cinco filmes e já foram lançados: Fantastic Beasts and Where to Find Them (2016), Fantastic Beasts: The Crimes of Grindelwald (2018) e Fantastic Beasts: The Secrets of Dumbledore (2022).
Redmayne foi agraciado com a distinção de Oficial da Ordem do Império Britânico (OBE) pelos serviços prestados à arte dramática.

## Biografia e carreira

### Início e Educação
Redmayne nasceu em Londres, Inglaterra. Sua mãe, Patricia, é gestora de uma empresa de recolocação, e seu pai, Richard Redmayne, é um empresário em Londres. Redmayne tem um irmão mais velho, um irmão mais novo e um meio-irmão e meia-irmã mais velhos. Seu irmão mais velho é o C.E.O. da editora Harper Collins no Reino Unido. Charlie Redmayne (n. 1965) é casado e tem dois filhos adolescentes.
Eddie frequentou a escola Jackie Palmer em High Wycombe e, mais tarde, o Eton College, no mesmo ano que o príncipe William e o autor Ivo Stourton. Estudou História da Arte na Trinity College da Universidade de Cambridge , tendo terminado o curso com distinção em 2003.

### Teatro
Eddie Redmayne estreou no teatro profissional em 2002 com a peça Twelfth Night de William Shakespeare no Globe Theatre em Londres. Em 2004 venceu o prémio de Melhor Ator Revelação na 50ª edição dos Evening Standard Theatre Awards pelo seu desempenho na peça The Goat, or Who Is Sylvia? de Edward Albee. Esta peça valeu-lhe ainda a mesma distinção nos Critics' Circle Theatre Awards em 2005. Entre 2 de setembro e 1 de novembro de 2008 participou na peça Now or Later de Christopher Shinn no Royal Court Theatre.
Em 2009, interpretou o papel de Ken na peça Red de John Logan no Donmar Warehouse em Londres. Este papel valeu-lhe o prémio Laurence Olivier de Melhor Ator Secundário. Eddie retomou o papel de Ken durante 15 semanas quando a peça foi transferida para o John Golden Theatre na Broadway em 2010. Nos Estados Unidos conquistou o prémio Tony de Melhor Interpretação de um Ator numa Peça por este papel. Entre 6 de dezembro de 2011 e 4 de fevereiro de 2012 interpretou o papel de Ricardo II na peça Richard II, encenada por Michael Grandage no Donmar Warehouse. Em 2022, o ator recebeu seu segundo Laurence Olivier Award, de Melhor Ator/Musical, pela adaptação de Cabaret, apresentada no West End em Londres.

### Televisão
Na televisão, Redmayne fez sua estreia em 1998 quando participou de um episódio da série Animal Ark. Depois participou da minissérie da BBC Tess of the d'Urbervilles, baseada no romance homonimo de Thomas Hardy,onde interpreta o papel de Angel Care, o filho inteligente de um clérigo por quem Tess se apaixona. A série foi transmitida pela BBC One no Reino Unido e pela PBS nos Estados Unidos.
Em 2010, foi um dos protagonistas da minissérie The Pillars of the Earth, baseada no romance histórico de Ken Follet, onde faz o papel do escultor Jack. A série, transmitida pelo Channel 4 no Reino Unido e pela Strarz nos Estados Unidos, foi nomeada para 3 Globos de Ouro.
Em 2012, protagonizou Birdsong, uma minissérie de dois episódios transmitida pela BBC One onde interpreta o papel de Stephen Wraysford, um soldado inglês que, depois de ferido e abandonado para morrer durante a Primeira Guerra Mundial, recorda o caso que teve com uma mulher casada (Clémence Poésy).
Em 2015, Eddie apresentou o documentário War Art with Eddie Redmayne parte de uma série documental do canal ITV.
Em 2016, participou de um esquete de comédia do programa anual da BBC Children In Need, que arrecada fundos para instituições de caridade. Na cena, ele aparece caracterizado de Newt Scamander durante uma pausa das gravações do filme Fantastic Beasts and Where to Find Them. Quando ele tenta ligar para fazer uma doação, as telefonistas ficam nervosas e acabam repassando ele para diversos artistas. Entre as personalidades estavam o apresentador Graham Norton e a cantora Britney Spears.
Em 2017, participou do documentário CBBC Visits the Wizarding World of Harry Potter and Fantastic Beasts.
Em 2018, apareceu novamente no programa anual da BBC Children In Need, dessa vez ele se uniu a atriz Zoë Kravitz e algumas crianças para fazer uma pegadinha com a entrevistadora.

### Cinema
Redmayne participou em filmes como O Bom Pastor (2006) ao lado de Angelina Jolie, Matt Damon e Robert De Niro. Pecados Inocentes (2007) ao lado de Julianne Moore. Ponto de Partida (2008). A Outra (2008), que tem no elenco atrizes como Natalie Portman e Scarlett Johansson. Glorious 39 (2009). Hick (2011) ao lado de Chloë Grace Moretz e Blake Lively, em papéis secundários.
Protagonizou, em 2010, o thriller gótico e sobrenatural de Christopher Smith, Black Death no papel do jovem monge Osmund. Em 2010, foi lançado para o público o filme The Yellow Handkerchief (Lenço Amarelo), no qual Eddie é um dos protagonistas e contracena com William Hurt, Maria Bello e Kristen Stewart. Este filme havia sido exibido pela primeira vez em 2008 no Festival de Cinema de Sundance.
Em 2011 foi um dos protagonistas do filme Sete Dias com Marilyn no papel do assistente de filmagens, Colin Clark. O filme conta com Michelle Williams (atriz), Kenneth Branagh, Emma Watson e Judi Dench no elenco e conta a história, na perspetiva de Colin Clark, de uma semana de filmagens no Reino Unido do filme The Prince and the Showgirl, protagonizado por Marilyn Monroe e Laurence Olivier.
Em 2012, fez parte do elenco principal de Les Misérables de Tom Hooper, interpretando o papel de Marius Pontmercy.
Em 2014, protagonizou o filme A Teoria de Tudo, no papel de Stephen Hawking. Com este papel, Redmayne conquistou os mais importantes prêmios do cinema na categoria de Melhor Ator Principal, incluindo o Oscar, Globo de Ouro, Prêmio do Sindicato dos Atores e BAFTA.
Em 2015, participou do filme O Destino de Júpiter das irmãs Wachowski, onde interpreta o papel de Balem Abrasax. No mesmo ano, protagonizou o filme A Garota Dinamarquesa que o reuniu com o diretor de Les Misérables, Tom Hooper e onde contracena com Alicia Vikander. O filme é baseado no romance homônimo de David Ebershoff e Eddie interpreta o papel de Lili Elbe, uma das primeiras pessoas a submeter-se a uma cirurgia de redesignação sexual. Este papel lhe rendeu uma segunda indicação ao Oscar na categoria de Melhor Ator.
Redmayne deu a voz ao personagem Ryan, para um filme da série infantil Tomas e os Seus Amigos que foi lançado em 2015, intitulado Thomas & Friends: Sodor's Legend of the Lost Treasure.
Em junho de 2015, a Warner Bros. confirmou que Redmayne tinha sido escolhido para interpretar Newt Scamander, o protagonista da franquia Fantastic Beasts, um spin-off da saga Harry Potter da escritora J.K. Rowling. O primeiro filme foi lançado em 2016, chamado Fantastic Beasts and Where to Find Them (há também um livro de mesmo nome, que explica sobre todas as criaturas mágicas que Newt já catalogou, inclusive, este livro é mencionado no primeiro livro e filme da saga Harry Potter como um dos livros usados pelos estudantes de Hogwarts).
Em 2018, deu voz ao personagem Dug, protagonista da animação stop motion Early Man. Também em 2018, reprisou seu papel como Newt Scamander no segundo filme da franquia Fantastic Beasts.
Em setembro de 2020, começou a gravar o terceiro filme da saga Fantastic Beasts. Houve atraso nas gravações do filme devido a pandemia de Coronavírus.

### Modelo
Eddie Redmayne trabalhou como modelo para a marca Burberry em 2008 com Alex Pettyfer e em 2012 com Cara Delevingne. Em setembro de 2012 foi considerado um dos homens mais bem vestidos do mundo pela revista Vanity Fair. Em 2014, ficou no primeiro lugar da lista. Em 2015, a revista GQ fez uma lista dos 50 homens britânicos mais bem vestidos e Redmayne ficou em primeiro lugar.
Em 2016, Eddie foi modelo da Omega. No mesmo ano, o ator veio ao Brasil durante os Jogos Olímpicos de 2016, para fazer algumas ações com a marca e também curtir os jogos com sua família.

## Vida pessoal
Quando era estudante em Eton, Eddie Redmayne e um grupo de rapazes fizeram um desfile de modelos para a caridade numa escola exclusivamente feminina local. Depois disto, ficou amigo de Hannah Bagshawe que tirou um mestrado em literatura inglesa e francesa na Universidade de Edimburgo. Em 2012, depois dos ensaios para Os Miseráveis, Redmayne pediu a Hannah (que na altura já trabalhava como relações públicas na área das finanças), que o acompanhasse numa viagem curta a Florença, na Itália. Na viagem de regresso, os dois começaram a namorar. O casal anunciou o seu noivado de forma tradicional no jornal The Times no dia 31 de maio de 2014. O casamento ocorreu a 15 de dezembro de 2014 na Babington House em Somerset. Já em 2016, no dia da cerimônia dos Globos de Ouro, o casal anunciou que seriam pais.
Em 2015, Eddie Redmayne foi agraciado com a distinção de Oficial da Ordem do Império Britânico (OBE) pelos serviços prestados à arte dramática.
No dia 15 de junho de 2016, nasceu a sua primeira filha, Iris Mary Redmayne, fruto do seu casamento com Bagshawe.
Em novembro de 2017, foi confirmado que Redmayne e Bagshawe estavam esperando o segundo filho.
Em 10 de março de 2018, nasceu o seu segundo filho, Luke Richard Bagshawe.

## Filmografia

### Cinema
| Ano  | Título                                                | Papel             |
| ---- | ----------------------------------------------------- | ----------------- |
| 2006 | Like Minds                                            | Alex Forbes       |
| 2006 | The Good Shepherd                                     | Edward Wilson Jr. |
| 2007 | Savage Grace                                          | Antony Baekeland  |
| 2007 | Elizabeth: The Golden Age                             | Anthony Babington |
| 2008 | Lenço Amarelo                                         | Gordy             |
| 2008 | The Other Boleyn Girl                                 | William Stafford  |
| 2008 | Ponto de Partida                                      | Qwerty Doolittle  |
| 2009 | Glorious 39                                           | Ralph Keyes       |
| 2010 | Black Death                                           | Osmund            |
| 2011 | Hick                                                  | Eddie Kreezer     |
| 2011 | My Week with Marilyn                                  | Colin Clark       |
| 2012 | Les Misérables                                        | Marius Pontmercy  |
| 2014 | The Theory of Everything                              | Stephen Hawking   |
| 2015 | Júpiter Ascending                                     | Balem Abrasax     |
| 2015 | The Danish Girl                                       | Lili Elbe         |
| 2015 | Thomas & Friends: Sodor's Legend of the Lost Treasure | Ryan (voz)        |
| 2016 | Fantastic Beasts and Where to Find Them               | Newt Scamander    |
| 2017 | Lindsey Stirling: Brave Enough                        | Ele mesmo         |
| 2018 | Early Man                                             | Dug (voz)         |
| 2018 | Fantastic Beasts: The Crimes of Grindelwald           | Newt Scamander    |
| 2019 | The Aeronauts                                         | James Glaisher    |
| 2020 | The Trial of the Chicago 7                            | Tom Hayden        |
| 2022 | Fantastic Beasts: The Secrets of Dumbledore           | Newt Scamander    |

### Televisão
| Ano  | Título                                                               | Papel                                      | Notes                               |
| ---- | -------------------------------------------------------------------- | ------------------------------------------ | ----------------------------------- |
| 1998 | Animal Ark                                                           | John Hardy                                 | Episódio: "Bunnies in the Bathroom" |
| 2003 | Doctors                                                              | Rob Huntley                                | Episódio: "Crescendo"               |
| 2005 | Elizabeth I                                                          | Henry Wriothesley, 3rd Earl of Southampton | Episódio: "Southampton"             |
| 2008 | Tess of the d'Urbervilles                                            | Angel Clare                                | 4 episódios (Mini-série)            |
| 2010 | The Miraculous Year                                                  | Connor Lynn                                | Piloto não lançado                  |
| 2010 | The Pillars of the Earth                                             | Jack Jackson                               | 8 episódios (Mini-série)            |
| 2012 | Birdsong                                                             | Stephen Wraysford                          | 2 episódios (Mini-série)            |
| 2015 | War Art with Eddie Redmayne                                          | Ele mesmo                                  | Documentário                        |
| 2016 | BBC Children In Need                                                 | Ele mesmo/Newt Scamander                   | Esquete de Comédia                  |
| 2017 | CBBC Visits the Wizarding World of Harry Potter and Fantastic Beasts | Ele mesmo                                  | Documentário                        |
| 2018 | BBC Children in Need                                                 | Ele mesmo                                  | Entrevista de Comédia               |
| 2024 | The Day of the Jackal                                                | The Jackal                                 | Personagem principal, 10 episódios  |

### Vídeo Games
| Ano  | Título          | Papel          |
| ---- | --------------- | -------------- |
| 2016 | Lego Dimensions | Newt Scamander |

## Teatro
| Ano       | Título                       | Papel           | Notas                                  |
| --------- | ---------------------------- | --------------- | -------------------------------------- |
| 1992-1993 | "Oliver!'                    | Factory Boy #46 | West End                               |
| 2002      | Twelfth Night                | Viola           | Shakespeare's Globe                    |
| 2003      | "Master Harold"…and the Boys | Master Harold   | Everyman Theatre                       |
| 2004      | The Goat, or Who Is Sylvia?  | Billy           | Almeida Theatre                        |
| 2004      | Hecuba                       | Polydorus       | Donmar Warehouse                       |
| 2007      | Now or Later                 | John Jr.        | Royal Court Theatre                    |
| 2009-2010 | Red                          | Ken             | Donmar Warehouse / John Golden Theatre |
| 2011-2012 | Richard II                   | Rei Ricardo II  | Donmar Warehouse                       |

## Prémios e nomeações
| Ano  | Trabalho nomeado                        | Prémio                                        | Categoria                                                       | Resultado       |
| ---- | --------------------------------------- | --------------------------------------------- | --------------------------------------------------------------- | --------------- |
| 2010 | Black Death                             | Fangoria Chainsaw Awards                      | Melhor Ator Secundário                                          | Indicado        |
| 2010 | Red                                     | Laurence Olivier Awards                       | Melhor Ator Secundário                                          | Venceu          |
| 2010 | Red                                     | Tony Awards                                   | Melhor Ator numa Peça                                           | Venceu          |
| 2011 | Ricardo II                              | Critics' Circle Theatre Awards                | Melhor Interpretação Shakesperiana                              | Venceu          |
| 2011 | My Week with Marilyn                    | BAFTA Awards                                  | Prémio Estrela em Ascensão                                      | Indicado        |
| 2012 | Les Misérables                          | National Board of Review                      | Melhor Elenco                                                   | Venceu          |
| 2012 | Les Misérables                          | Satellite Awards                              | Melhor Elenco numa Longa-metragem                               | Venceu          |
| 2012 | Les Misérables                          | Washington d.C..Area Film Critics Association | Melhor Elenco                                                   | Venceu          |
| 2012 | Les Misérables                          | Broadcast Film Critics Association            | Melhor Elenco                                                   | Indicado        |
| 2012 | Les Misérables                          | Evening Standard British Film Award           | Melhor Ator                                                     | Indicado        |
| 2012 | Les Misérables                          | MTV Movie Awards                              | Interpretação Revelação                                         | Indicado        |
| 2012 | Les Misérables                          | Phoenix Film Critics Society                  | Melhor Elenco                                                   | Indicado        |
| 2012 | Les Misérables                          | San Diego Film Critics Society                | Melhor Elenco                                                   | Indicado        |
| 2012 | Les Misérables                          | Satellite Awards                              | Melhor Ator Secundário                                          | Indicado        |
| 2012 | Les Misérables                          | Screen Actors Guild Awards                    | Melhor Elenco numa Longa-metragem                               | Indicado        |
| 2012 | Les Misérables                          | Teen Choice Award                             | Ator de Cinema: Romance                                         | Indicado        |
| 2012 | Les Misérables                          | Teen Choice Award                             | Revelação                                                       | Indicado        |
| 2014 | The Theory of Everything                | Hollywood Film Award                          | Interpretação Revelação                                         | Venceu          |
| 2014 | The Theory of Everything                | New York Film Critics Online                  | Melhor Ator Principal                                           | Venceu          |
| 2014 | The Theory of Everything                | Tallinn Black Nights Film Festival            | Melhor Ator Principal                                           | Venceu          |
| 2014 | The Theory of Everything                | Washington D.C. Area Film Critics Association | Melhor Ator Principal                                           | Indicado        |
| 2014 | The Theory of Everything                | Chicago Film Critics Association              | Melhor Ator Principal                                           | Indicado        |
| 2014 | The Theory of Everything                | Detroit Film Critics Society                  | Melhor Ator Principal                                           | Indicado        |
| 2014 | The Theory of Everything                | Dallas–Fort Worth Film Critics Association    | Melhor Ator Principal                                           | Runner-up       |
| 2014 | The Theory of Everything                | San Francisco Film Critics Circle Award       | Melhor Ator Principal                                           | Indicado        |
| 2014 | The Theory of Everything                | Phoenix Film Critics Society                  | Melhor Ator Principal                                           | Indicado        |
| 2014 | The Theory of Everything                | Florida Film Critics Circle                   | Melhor Ator Principal                                           | Indicado        |
| 2014 | The Theory of Everything                | Southeastern Film Critics Association         | Melhor Ator Principal                                           | Runner-up       |
| 2014 | The Theory of Everything                | Houston Film Critics Society                  | Melhor Ator Principal                                           | Indicado        |
| 2015 | The Theory of Everything                | London Film Critics' Circle                   | London Film Critics' Circle Award for British Actor of the Year | Indicado        |
| 2015 | The Theory of Everything                | London Film Critics' Circle                   | Ator Britânico do Ano                                           | Indicado        |
| 2015 | The Theory of Everything                | Critics' Choice Movie Awards                  | Melhor Ator Principal                                           | Indicado        |
| 2015 | The Theory of Everything                | Satellite Awards                              | Melhor Ator Principal                                           | Indicado        |
| 2015 | The Theory of Everything                | Screen Actors Guild Awards                    | Melhor Ator Principal                                           | Venceu          |
| 2015 | The Theory of Everything                | Screen Actors Guild Awards                    | Melhor Elenco numa Longa-metragem                               | Indicado        |
| 2015 | The Theory of Everything                | Globos de Ouro                                | Melhor Ator Dramático                                           | Venceu          |
| 2015 | The Theory of Everything                | Palm Springs International Film Festival      | Achievement Award                                               | Venceu          |
| 2015 | The Theory of Everything                | AACTA International Awards                    | Melhor Ator Principal                                           | Indicado        |
| 2015 | The Theory of Everything                | Prémios BAFTA                                 | Melhor Ator Principal                                           | Venceu          |
| 2015 | The Theory of Everything                | Óscar                                         | Melhor Ator Principal                                           | Venceu          |
| 2015 | The Theory of Everything                | Georgia Film Critcs Association               | Melhor Ator Principal                                           | Indicado        |
| 2015 | The Theory of Everything                | Alliance of Women Film Journalists            | Melhor Ator Principal                                           | Indicado        |
| 2015 | The Theory of Everything                | Denver Film Critics Society                   | Melhor Ator Principal                                           | Indicado        |
| 2015 | The Theory of Everything                | Iowa Film Critics                             | Melhor Ator Principal                                           | Runner-up (tie) |
| 2016 | The Danish Girl                         | Golden Globes                                 | Melhor Ator Principal                                           | Indicado        |
| 2016 | The Danish Girl                         | SAG Awards                                    | Melhor Ator Principal                                           | Indicado        |
| 2016 | The Danish Girl                         | Critic's choice awards                        | Melhor Ator Principal                                           | Indicado        |
| 2016 | The Danish Girl                         | BAFTA                                         | Melhor Ator Principal                                           | Indicado        |
| 2016 | The Danish Girl                         | Oscar                                         | Melhor Ator Principal                                           | Indicado        |
| 2016 | Jupiter Ascending                       | Framboesa de Ouro                             | Pior Ator Coadjuvante                                           | Venceu          |
| 2017 | Fantastic Beasts and Where to Find Them | Empire Awards                                 | Melhor Ator                                                     | Venceu          |
| 2017 | Fantastic Beasts and Where to Find Them | Teen Choice Awards                            | Melhor Ator de Fantasia                                         | Venceu          |
| 2023 | The Good Nurse                          | BAFTA                                         | Melhor Ator Coadjuvante                                         | Indicado        |